# Cat Jahnke
Cat Jahnke (Yong-Kee) es una cantautora canadiense. Su canción "Apple" sirvió como tema principal de la serie web de NBC Ctrl ,   mientras que su "Happy Song" apareció en un episodio de Degrassi: The Next Generation . 
Jahnke, junto con Darren Johnston, ganó la Mejor Banda Sonora Original en 168 Hour Film Project (2006)  por la película Free of Charge. La canción de Jahnke "Ninguna de esas cosas" también fue finalista en el Concurso de composición de canciones de John Lennon de 2006. 
Dos de las canciones de Jahnke aparecieron en el videojuego musical iDance 2.  Su canción "Apple" también fue utilizada en la cuarta temporada del reality show Dance Moms, en el baile grupal del equipo.
También ha escrito canciones para los videojuegos de Mateusz Skutnik. ''Better'' para Daymare Cat, y ''Let me go home'' para Slice of Sea.

## Discografía
- - 2003: Cathartic
  - 2006: None of Those Things
  - 2008: O Night Divine
  - 2010: The Stories Are Taking Their Toll
  - 2019: The Boy, The Girl, The Wolf